# Louise-Michel
Louise-Michel è un film del 2008 diretto da Gustave de Kervern e Benoît Delépine.
La pellicola ha vinto il premio speciale della giuria per l'originalità al Sundance Film Festival e il premio della giuria per la miglior sceneggiatura al Festival internazionale del cinema di San Sebastián.
Il film, presentato al Festival Internazionale del Film di Roma 2008 nella sezione "L'altro cinema", è uscito nelle sale cinematografiche francesi il 24 dicembre 2008, diventando uno dei successi della stagione 2008-2009. In Italia, il film è stato distribuito dalla Fandango a partire dal 3 aprile 2009.

## Trama
Nella provincia francese, un gruppo di operaie è in allarme a causa della forte riduzione di personale nella fabbrica in cui lavorano. Convocate dal loro direttore, dopo un lungo elenco di rinunce a cui erano state sottoposte pur di mantenere il posto di lavoro, vengono rincuorate e tranquillizzate sul loro futuro con promesse e una nuova divisa in regalo. Ma la speranza delle lavoratrici viene spazzata via la mattina seguente, quando scoprono che la loro fabbrica è stata completamente sgomberata nella notte. Tutto è sparito, macchinari, uffici e l'intera direzione, dopo un iniziale smarrimento, le donne si radunano per trovare una soluzione al loro futuro incerto.
Rimaste sole, con una promessa di buonuscita di soli 100 euro per ogni anno di lavoro trascorso nell'azienda, ognuna avanza un'idea per la realizzazione di un nuovo progetto, la più caparbia delle donne, Louise, propone di investire il loro misero risarcimento assumendo un killer che uccida il loro capo. L'idea trova il consenso unanime e Louise ingaggia il bizzarro, patetico e inconcludente Michel: i due intraprendono un viaggio alla ricerca del datore di lavoro, dando vita ad una strampalata coppia. Ben presto scoprono che l'azienda era nelle mani di un fondo di investimento in cui, se un capo esiste, viene scelto e dismesso a piacimento del consiglio di amministrazione. Michel, pur padrone di una collezione di micidiali pistole fabbricate da un paradossale amico ingegnere, è incapace di uccidere, trova allora un paio di parenti ammalati in fase terminale, affidando loro l'incarico che gli era stato commissionato dal gruppo di donne. Seguono momenti grotteschi in cui solo il penultimo "capo" viene giustiziato; decidono allora, rimasti soli nel poter portare a termine la missione, di proseguire nella ricerca che li porterà sulle sponde inglesi all'attuale dimora dell'ultimo "capo": giungono alla sua villa, il compito gli è facilitato dal fatto che il manager è permanentemente impegnato in acquisti e vendita di azioni impartendo ordini laconici al telefono. La vicenda si conclude con una strage, la cattura dei due da parte di una manipolo di teste di cuoio armate sino ai denti, mentre i due, sbronzi, erano intenti a ballare nel salotto della villa del defunto amministratore: finale in una sala parto di un ospedale con genere dei protagonisti scambiato: Michel è donna e madre del nascituro, Louise è uomo e padre.

## Riconoscimenti
- Sundance Film Festival
  - Premio speciale della giuria per l'originalità
- Festival internazionale del cinema di San Sebastián
  - Premio della giuria per la miglior sceneggiatura
- Festival de Quend du film grolandais
  - Amphore d'Or